# Campeonato Potiguar de Futebol de 2018
O Campeonato Potiguar de Futebol de 2018, foi a 99ª edição do campeonato estadual de futebol do Rio Grande do Norte. A competição deu vagas à Copa do Brasil de 2019, à Copa do Nordeste de 2019, e à Série D do Campeonato Brasileiro de 2019.
O Presidente da Federação Norte-rio-grandense de Futebol (FNF), José Vanildo, divulgou na terça-feira 17 de outubro de 2017, a bola oficial da competição. A S11 Campo Pró, lançamento da Penalty para a próxima temporada do futebol potiguar.
Aconteceu na tarde do dia 28 de fevereiro no auditório da Federação Norte-rio-grandense de Futebol (FNF), a assinatura do contrato das Loterias Caixa como patrocinador da FNF no seu ano de centenário. Com o acordo, o novo parceiro do futebol potiguar adquiriu a propriedade de naming rights com um aporte de R$ 500 mil, com o Estadual se chamando, a partir de agora, Campeonato Potiguar Loterias Caixa 2018. A partir do investimento, a Federação irá abrir mão da taxa de 8% das rendas das partidas disputadas no ano do centenário. Ou seja, o valor se refletirá em benefício para os clubes, como aponta Vanildo.
As Loterias Caixa participarão ativamente do segundo turno do campeonato, com placas em todos os estádios, backdrop, ações promocionais, marca no uniforme da arbitragem, projetos pioneiros de transmissão no RN com conteúdo para a plataforma digital, além de ativação com clubes. O contrato vai até outubro de 2018, com programação de propagação e fortalecimento do futebol local. 
O Campeonato Potiguar Loterias Caixa 2018 tem o patrocínio das Loterias Caixa, Governo Federal, Fecomercio, Fetronor, Penalty, Siker, Pitú, Sterbom.
A Federação Norte-Rio-Grandense De Futebol (FNF) promove o 6° concurso da Musa do Futebol Potiguar da 1ª Divisão de 2018. A votação começa nesta sexta-feira (16), no endereço (Musa do Futebol Potiguar), A candidata que tiver mais votos, garante vaga na final do evento, deixando o júri especializado para definir as outras duas finalistas na hora da realização do Prêmio Craque Potiguar, a festa dos melhores da competição, quando haverá o desfile das oito selecionadas pelos clubes. A vencedora do concurso receberá uma premiação no valor de R$ 3 mil e o título de Musa do Futebol Potiguar 2018. O evento é uma oportunidade de promover a paixão da mulher pelo futebol potiguar.
Nesta terça-feira (20), Em homenagem aos 100 anos da Federação Norte-rio-grandense de Futebol (FNF), o troféu de campeão do Campeonato Potiguar Loterias Caixa recebe o nome de “Estádio Juvenal Lamartine”. A entrega ocorrerá neste sábado (24), após partida entre ASSU x ABC, marcada para 18h, na Arena das Dunas, ao campeão ABC, da Copa Cidade do Natal e da Copa RN, válidos pelos 1º e 2º turnos. O resgate ao estádio Juvenal Lamartine representa a história centenária da FNF, por onde a Federação teve sua sede e recebeu décadas na promoção de estaduais, de jogos memoráveis. 
O Prêmio Craque Potiguar 2018 aconteceu na noite desta segunda-feira (26), na Redenção Renault, e marcou o encerramento do Campeonato Potiguar Loterias Caixa 2018. O evento foi organizado pela Federação Norte-rio-grandense de Futebol (FNF) e reuniu toda imprensa esportiva, dirigentes, atletas e convidados para o anúncio dos melhores do campeonato e da Musa do Futebol Potiguar.

## Fórmula de disputa
O Campeonato Potiguar de 2018 começa no 13 de janeiro a 8 de abril de 2018, e conta somente com oito clubes, correspondentes aos sete melhores colocados da edição de 2017 e ao campeão da segunda divisão de 2017. O Campeonato será disputado em três fases, da seguinte forma:
A Primeira Fase, denominada "Copa Cidade do Natal" será disputada por todas as equipes em Fase Única, com todas as equipes jogando entre si uma única vez (jogos de ida).
Ao final das rodadas da Copa Cidade do Natal será declarada campeã a equipe que conquistar o maior número de pontos. Esta equipe garantirá vaga para a decisão do Campeonato Estadual e da Copa do Brasil 2019.
A Segunda Fase, denominada "Copa RN" será disputada por todas as equipes em Fase Única, com todas as equipes jogando entre si uma única vez (jogos de volta).
Ao final das rodadas da Copa Rio Grande do Norte será declarada campeã a equipe que conquistar o maior número de pontos. Esta equipe garantirá vaga para a decisão do Campeonato Estadual e da Copa do Brasil 2019.
A Fase Final, com a decisão do campeonato estadual será disputada em duas partidas, pelo sistema de ida e volta, com mando de campo da segunda partida para a equipe com melhor índice técnico em toda a competição, considerando-se o total de pontos ganhos somados nas duas fases. Em caso de a mesma equipe vencer a Copa Cidade do Natal e a Copa RN, será declarado Campeão Estadual de 2018.
A equipe Campeã Estadual estará automaticamente classificada para a Copa do Nordeste de 2019 e a segunda vaga da Copa do Nordeste de 2019 obedecerá aos critérios estabelecidos pela CBF.

### Critérios de desempate
Em caso de empate entre duas ou mais equipes no número de pontos ganhos, foram aplicados os seguintes critérios de desempate, na seguinte ordem:
1. Maior número de vitórias;
2. Maior saldo de gols;
3. Maior número de gols marcados;
4. Menor número de cartões vermelhos;
5. Menor número de cartões amarelos;
6. Sorteio.